# 졸탄 (음악 그룹)
졸탄은 대한민국의 댄스 그룹이다. 이재형, 정진욱, 한현민, 세 멤버로 구성되어 있다. 2012년에 앨범 '버스정류장에서'로 데뷔해서 지금까지 이어지고 있다. 특히 개그맨 셋이서 음악 그룹을 만든다는 점에서 큰 관심을 받고 있다.
4집에 실렸던 첫 앨범 '버스정류장에서'는 이 셋이 활동하고 있는 코미디 빅리그3 졸탄팀의 개그처럼 이야기를 담고 있는 4곡의 트랙이 발표되었다.

## 광고
- 일렉트로마트

## 같이 보기
- 코미디 빅리그 시즌3[1]